# Boizenburg/Elbe
Boizenburg/ Elbe ([ˈbɔ͜yt͜sn̩bʊrk]) è una città del Meclemburgo-Pomerania Anteriore, in Germania.
Appartiene al circondario di Ludwigslust-Parchim (targa LWL).
Boizenburg, pur non appartenendo ad alcuna comunità amministrativa, ospita la sede della comunità Boizenburg-Land.

## Geografia fisica
Nel territorio di Boizenburg il fiume Sude sfocia nell'Elba dopo aver ricevuto, sempre in Boizenburg, le acque della Boize.

Si trova a pochissimi chilometri da quello che un tempo era il confine tra le due Germanie.

## Amministrazione

### Gemellaggi
- Lauenburg/ Elbe
- Czersk